# Sibylla av Burgund
Sibylla av Burgund, född 1126, död 16 september 1150 i Salerno, var en siciliansk drottning; gift med kung Roger II av Sicilien. 
Hon var dotter till hertig Hugo II av Burgund och Matilda av Mayenne. Äktenskapet arrangerades för att säkerställa tronföljden, då alla söner utom en från kungens äktenskap hade dött. Vigseln ägde rum 1149. Samma år födde hon en son, Henrik, som avled tidigt. År 1150 födde hon ett dödfött barn och avled själv av skador under förlossningen.